# Rue-Petillon Military Cemetery
Rue-Petillon Military Cemetery is een Britse militaire begraafplaats met gesneuvelden uit de Eerste Wereldoorlog, gelegen in de Franse gemeente Fleurbaix in het departement Pas-de-Calais. De begraafplaats ligt twee kilometer ten zuiden van het centrum van Fleurbaix, langs de Rue de Pétillon. Ze werd ontworpen door Herbert Baker en wordt onderhouden door de Commonwealth War Graves Commission. Het terrein heeft een onregelmatig vorm met een oppervlakte van 5.983 m² en is toegankelijk langs een poortgebouw met 3 boogvormige doorgangen met zuilen. Vooraan staat de Stone of Remembrance en achteraan het Cross of Sacrifice. 
Er liggen 1.521 doden waaronder 625 niet geïdentificeerde. 

## Geschiedenis
Fleurbaix lag het grootste deel van de oorlog achter het front in geallieerd gebied. De begraafplaats werd in december 1914 begonnen en bleef in gebruik tot maart 1918, waarna het gebied bij het Duitse lenteoffensief een tijd in Duitse handen viel. Na de Duitse terugtrekking werd in september nog een dode bijgezet. Na de wapenstilstand werd de begraafplaats uitgebreid met graven die werden verzameld uit de omliggende slagvelden en uit kleinere ontruimde begraafplaatsen. Er werden graven overgebracht uit Don German Cemetery in Allennes-les-Marais, Bersee Churchyard in Bersée, Gondecourt Communal Cemetery German Extension in Gondecourt, Hantay Communal Cemetery German Extension in Hantay, Herrin Churchyard and German Extension in Herrin, Halpegarbe German Cemetery en Illies Churchyard in Illies, La Bassee Communal Cemetery German Extension in La Bassée, Lambersart Communal Cemetery German Extension in Lambersart, Rue Masselot (2nd Lincolns) Cemetery in Laventie, Eighth Canadians Cemetery in Lens, Merris Convent German Cemetery in Merris, Cuthbert Farm Cemetery in Richebourg-l'Avoué, Salome Churchyard German Extension en Salome Communal Cemetery German Extension in Salomé, Le Petit Mortier German Cemetery in Steenwerk, Verlinghem Churchyard German extension in Verlinghem en Wervicq-Sud German Cemetery in Wervicq-Sud.
Voor 2 Britten werden Special Memorials opgericht omdat hun graven niet meer gelokaliseerd konden worden. Voor 15 Canadezen, 5 Britten en 1 Australiër werd een Duhallow Block opgericht omdat zij oorspronkelijk op andere begraafplaatsen lagen, maar hun graven door oorlogsgeweld werden vernield en niet meer teruggevonden.
Nu liggen er 1.138 Britten, 55 Canadezen, 292 Australiërs, 24 Nieuw-Zeelanders en 12 Duitsers begraven.

## Graven

### Onderscheiden militairen
- Geoffrey Charles Shakerley luitenant-kolonel bij het King's Royal Rifle Corps; Charles Oliver Swanston, luitenant-kolonel bij de 34th Prince Albert Victor's Own Poona Horse; Jasper Joseph Howley, majoor bij het Lincolnshire Regiment en W.H. Webster, onderluitenant bij het London Regiment (Royal Fusiliers) werden onderscheiden met de Distinguished Service Order (DSO).
- John Anderson Mann, luitenant bij het Royal Flying Corps en Tom Bowker, onderluitenant bij het Royal Flying Corps werden onderscheiden met het Military Cross (MC).
- sergeant R. Parkinson van het The Loyal North Lancashire Regiment werd tweemaal onderscheiden met de Military Medal (MM and Bar).
- sergeant David Edward Williams, schutter Charles Stanley Graves en de soldaten J.T. Green en F.W. Porter ontvingen de Military Medal (MM).

### Minderjarige militairen
- de soldaten George Dawson en John Peters McBean waren slechts 16 jaar toen ze sneuvelden.
- de soldaten John Reeves en G. Simpson en de schutter J.G. Dunford waren slechts 17 jaar toen ze sneuvelden.

### Aliassen
Zes militairen dienden onder een alias:
- kanonnier T. Simpson als T. Harvey bij de Royal Field Artillery.
- schutter John O'Rawe als John McGrath bij de Royal Irish Rifles.
- soldaat James Victor Minchington als K.S. Vincent bij het Australian Machine Gun Corps.
- soldaat John Henry Herbert als J.H. Sewell bij het Border Regiment.
- soldaat R.O. Rapley als W. Stevens bij het Australian Machine Gun Corps.
- soldaat George Whatmough als George Whitmore bij de Australian Pioneers.